# المپیاد جهانی فلسفه

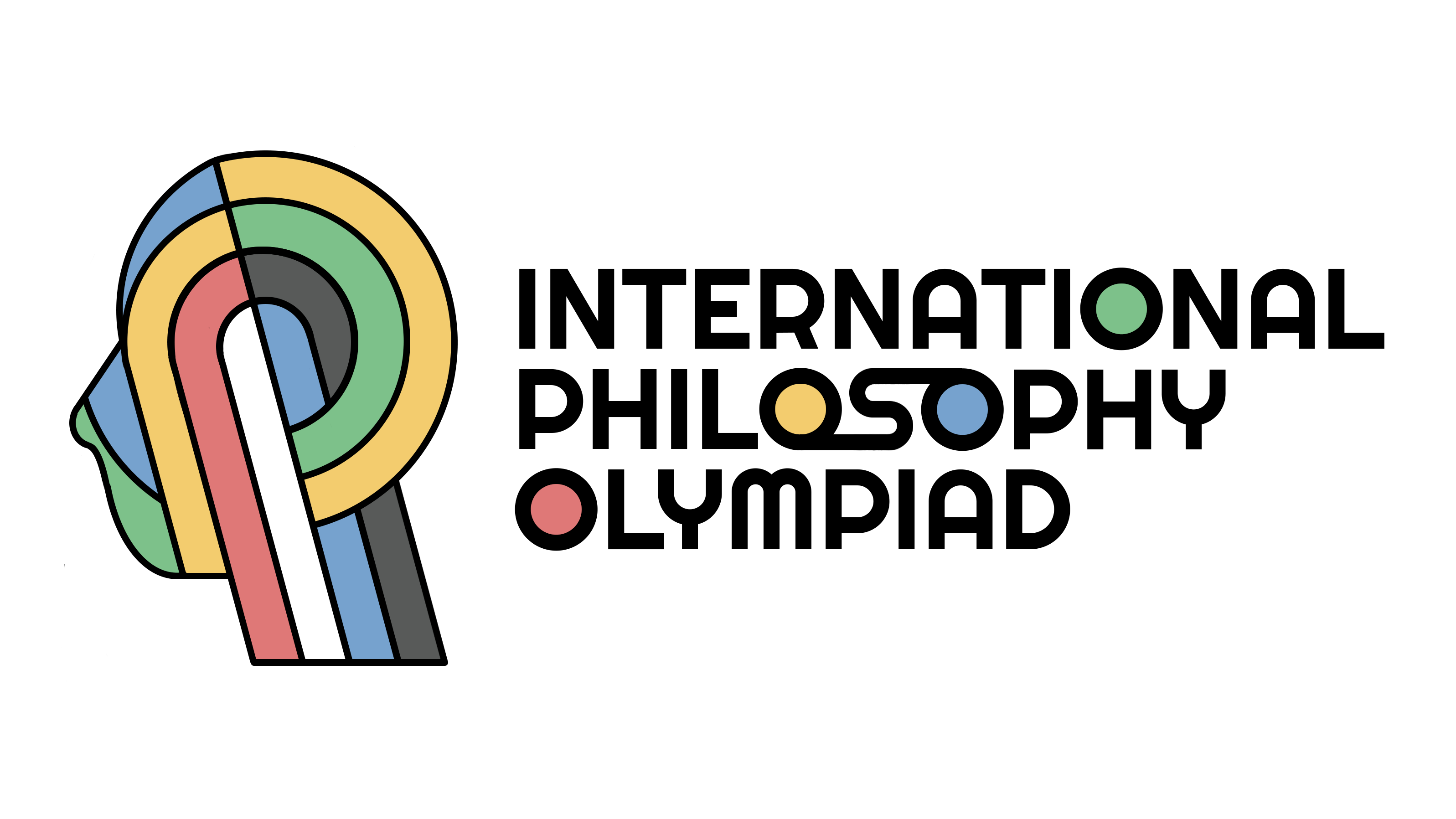
لوگوی المپیاد جهانی فلسفه

المپیاد جهانی فلسفه (انگلیسی: International Philosophy Olympiad) (IPO) یک المپیاد علمی جهان است. یک رقابت فلسفه برای دانش آموزان دبیرستانی است و زیر نظر فدراسیون بین‌المللی جوامع فلسفی (به انگلیسی: International Federation of Philosophical Societies) - (به فرانسوی: FISP (Fédération Internationale des Sociétés de Philosophie)) و حمایت یونسکو، سازمان دهی می‌شود.

## پیشینه
المپیاد بین‌المللی فلسفه در سال ۱۹۹۳ میلادی توسط معلمان فلسفه از بلغارستان (پروفسور ایوان کولف)، رومانی (پروفسور النا فلورینا اوتت)، لهستان (پروفسور ولادیسلاو کراجفسکی)، ترکیه (پروفسور نوران دیرک) و آلمان (پروفسور گرد گرهارد) بنا نهاده شد. این رقابت‌ها با حضور سه کشور شروع شد و در حال حاضر حدود چهل کشور در آن حضور می‌یابند.